# Schenevus
Schenevus – jednostka osadnicza w Stanach Zjednoczonych, w stanie Nowy Jork, w hrabstwie Otsego.